# Герб Молдови
Ге́рб Молдо́ви — державний символ Республіки Молдова. У щиті, перетятому червоним і лазуровим, золота голова тура, між рогами якого золота восьмипроменева зірка, праворуч голови — золота п'ятипелюсткова троянда, а ліворуч — обернений золотий півмісяць, злегка нахилений ліворуч. Щит розташований на грудях орла, який тримає у дзьобі золотий хрест; у правій лапі — зелена оливкова гілка, у лівій — золотий скіпетр. Затверджений 3 листопада 1990 року. Походить від середньовічного герба Молдавського князівства.

## Опис
Державний герб Молдови затверджений рішенням Верховної Ради МСРС від 3 листопада 1990 року, а також Конституцією Молдови від 1994 року (Стаття 12.3). У Конституції наводиться такий опис молдовського герба:
| Оригінал |  | Переклад |
| --- |  | --- |
| Stema de Stat a Republicii Moldova reprezintă un scut tăiat pe orizontală avînd în partea superioară cromatică roşie, în cea inferioară - albastră, încărcat cu capul de bour avînd între coarne o stea cu opt raze. Capul de bour este flancat în dreapta de o roză cu cinci petale, iar în stînga de o semilună conturnată. Toate elementele reprezentate în scut sînt de aur (galbene). Scutul este plasat pe pieptul unei acvile naturale purtînd în cioc o cruce de aur (acvila cruciată) şi ţinînd în gheara dreaptă o ramură verde de măslin, iar în cea stîngă un sceptru de aur. |  | Державний герб Республіки Молдова являє собою горизонтально розділений щит, вгорі — червоне поле, внизу — синє, у центрі щита зображена голова тура, між рогами якого — восьмипроменева зірка. Праворуч від голови тура — п’ятипелюсткова троянда, зліва – обведений контуром півмісяць. Усі елементи на щиті золотисті (жовті). Щит поміщений на грудях натурального орла, який тримає у дзьобі золотий хрест (орел-хрестоносець), у кігтях праворуч — зелену оливкову гілку, зліва – золотий скіпетр. |

Цей герб використовується на прапорі Республіки, у центрі, на жовтій смузі (Стаття 12.2).
Прапор, герб і гімн є державними символами Молдови та охороняються законом (Стаття 12.5).

## Історія

### Молдавське князівство

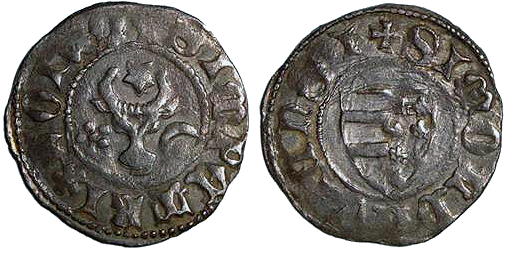
Молдавський грош Петру І.

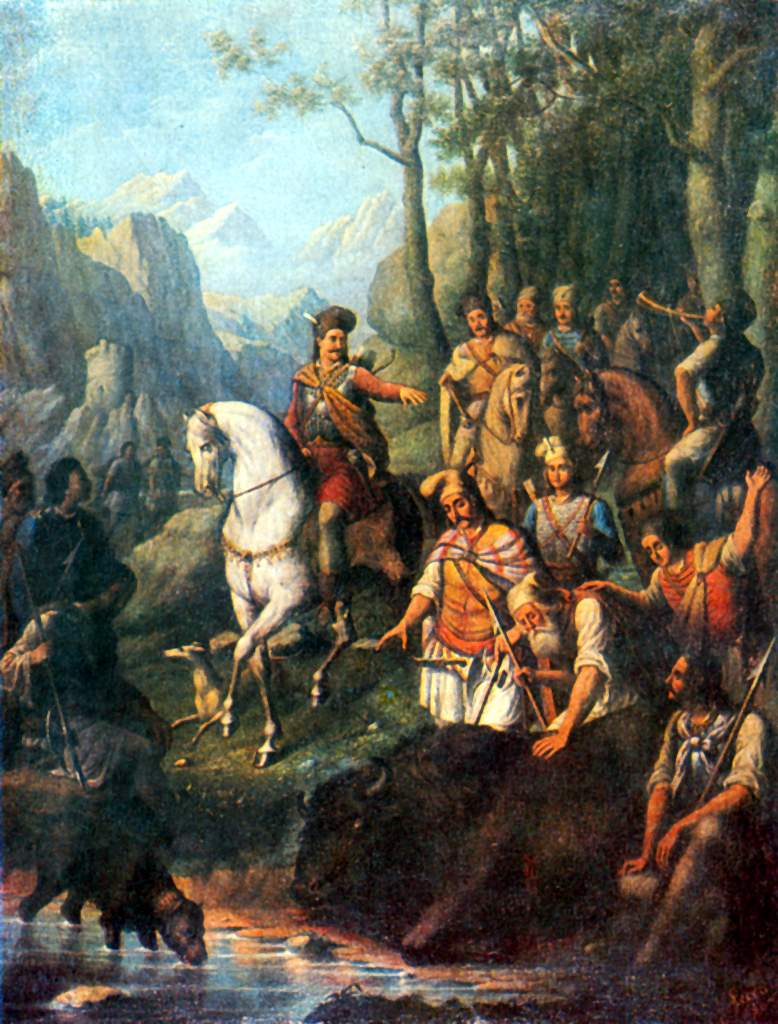
Драгош I на берегах Молдави під час полювання на тура (К. Лека, ХІХ ст.)

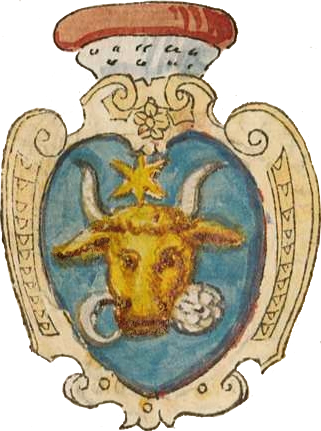
Герб 1586 р.

Перше відоме зображення земельного герба Молдавії знаходимо на печатці воєводи Петру I (1375—1391). На ній вирізьблено голову тура, між ліроподібними рогами якого розміщена п'ятипроменева зірка. Обабіч голови розташована троянда і півмісяць, рогами назовні. По колу печатки розміщено напис: лат. Petrus voivoda Moldaviensis (Петро, воєвода Молдавський). Восковий відбиток цієї печатки зберігається в Польщі, на акті омажу 1387 року, який Петру дав польському королеві Ягайлу.
Цей самий герб із турячою головою фігурує на аверсі молдавських грошей, карбування яких започаткував Петру І у Сучаві.
Герб Молдавської землі схожої конфігурації зустрічається на печатці воєводи Романа І (1391—1394). На грамоті від 30 березня 1392 року стоїть її відбиток. У готичну шестипелюсткову розетку вміщено готичний щит із турячою головою, трояндою і півмісяцем. Замість п'ятипроменевої зірки стоїть шестипроменева. По колу печатки напис церковно-слов'янською: «Печатка іо Романа, воєводи землі Молдавської». Відбиток тої самої печатки бачимо на Сучавському договорі про васалітет Романа польському королю Ягайлу і королеві Ядвізі від 5 січня 1393 року.
На печатці молдавського воєводи Олександра так само намальований герб Молдавського князівства з туром, а також зазначена легенда церк.-слов. печть Iω. Олеѯндр. воевод. г[оспод]ин. землѣ Молдавскоі.
У Слов'яно-молдавському літописі 1359—1504 років згадується легенда про молдавський герб:
| Оригінал |  | Переклад |
| --- |  | --- |
| И в нихъ бѣ чловѣкъ разуменъ и мужественъ именемъ Драгожь и поиде себѣ со дружиною на ловъ звѣринъ и найдоша под горами высокими слѣдъ туровъ и поидоша слѣдомъ за туромъ чрезъ горы высокіе и перейдоша высокиа планины, сии рече горы и преидоша за туромъ на мѣсто долние и краснейшие и наехаша тура у рекы на брегу под вербою и его убиша и насытишасѧ отъ лова своего. И прииде имъ от бога во сръдце мысль, дабыхъ разсмотрили себѣ на жительство мѣсто и вселисѧ ту и съвокупишасѧ единомышлено и восхотѣша всѣ пребыти ту и возвратишасѧ воспѧть и повѣдаша своимъ всѣм о красотѣ земли и о рѣкахъ и о криницах, дабы вселисѧ ту, и ихъ дружина мысли их похвалиша и восхотѣша пойти тамо, гдѣ они быша и мѣсто зглѧдаша, занеже бѣ мѣсто пусто и во край тарьскых кочевнищь, и биша челомъ Владиславу, королю угорьскому, дабы их отпустилъ пойти. Владиславъ же король отпусти их с великою милостью. |  | Серед них був розумний і мужній чоловік на ім'я Драгож. Пішов він собі з дружиною на звірині лови і знайшов під високими горами слід тура. Рушили вони назирцем за туром через високі гори, перейшли високі полонини, звані горами, і прийшли за звіром до долішнього і прекрасного місця. І напали на тура біля річки, на березі під вербою, убили його і наситилися ловом своїм. І прийшла їм від Бога у серце думка, аби розглянули собі для проживання те місце і поселилися тут. Зібравшись одностайно, захотіли вони усі переїхати сюди. Повернувшись назад, повідали вони всім своїм про красу землі, і про річки, і про криниці, аби поселитися там. Їхня дружина похвалила їхні думки, і захотіла піти туди, де були вони. І оглянули вони те місце, бо ж було воно пусте і на краю татарських кочовищ. Били вони чолом Владиславу, королю угорському, щоб їх відпустив піти. Король Владислав відпустив їх із великою милістю. |
| И поидоша они от Марамуриша со всею дружиною и з женами и з дѣтьми через горы высокие, ово лѣс просѣкаа, ово камение пробираѧ, и прейдоша горы божиею помощию и прийдоша на мѣсто гдѣ Драгошь тура уби, и возлюбиша и вселишасѧ ту, и выбра из своей дружины себѣ мужа разумна именемъ Драгоша, и назваша его себѣ господаремъ и воеводою. И оттоле начашасѧ божиимъ произволениемъ Молдавскаѧ землѧ. |  | Пішли вони із Марамуриша з усією дружиною, з жінками, з дітьми, через високі гори, то ліс рублячи, то каміння вивертаючи. Подолали вони гори з Божою поміччю і прийшли на місце, де Драгош тура вбив. І сподобалося воно їм, і поселилися вони тут. Вибрали вони собі зі своєї дружини розумного чоловіка на ім'я Драгош, і назвали його собі господарем і воєводою. І відтоді, з волі Божої, почалася Молдавська земля. |
| И Драгошь воевода насади пръвое мѣсто на рѣкѣ на Молдавѣ и потомъ насадиша мѣсто Бани и иные мѣста по рекамъ и по криницамъ и учиниша себѣ печать воеводскую во всю землю турью голову, и господьствовалъ на воеводствѣ лѣта два. |  | Воєвода Драгош заклав перше поселення на річці, на Молдаві, а потім заклав поселення Бані та інші міста по річках і по криницях. Зробив він собі воєводську печатку з турячою головою для всієї землі й господарював на воєводстві 2 роки. |

### Бесарабська губернія

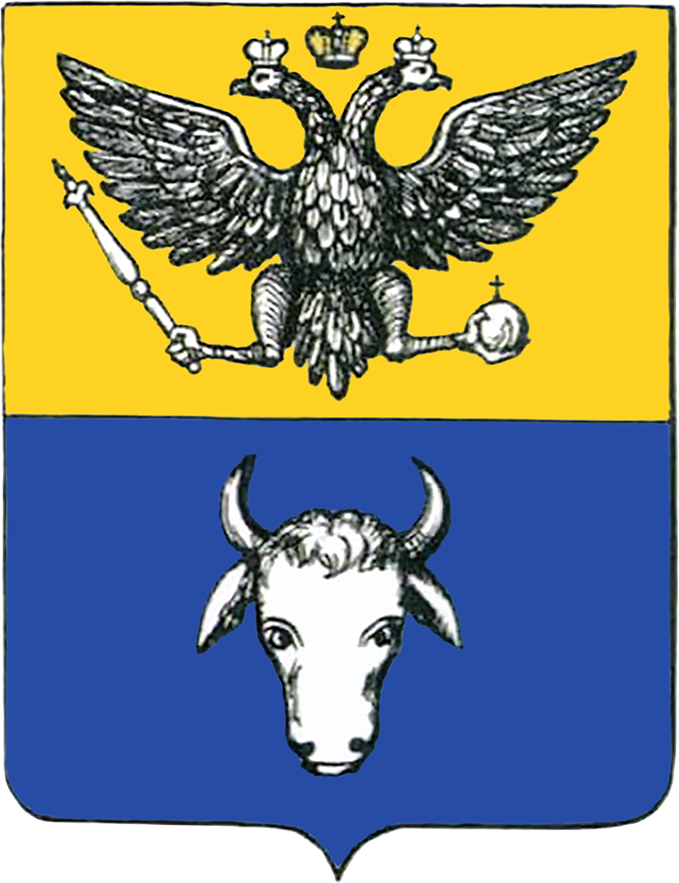
1815
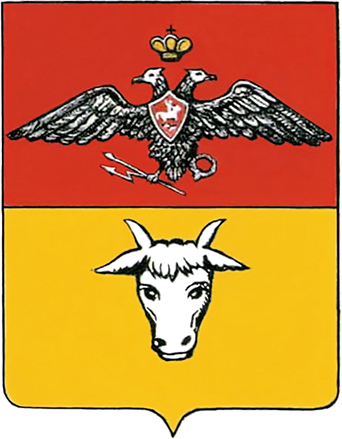
1826
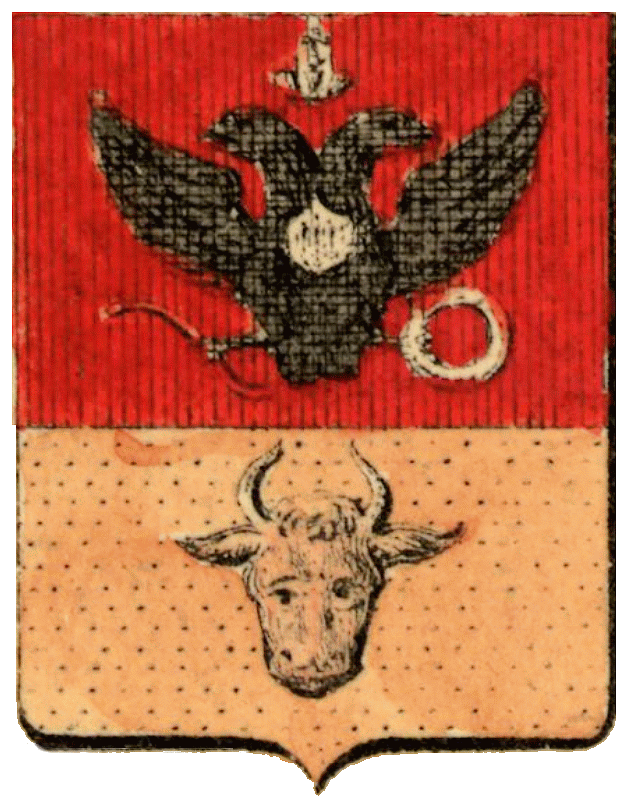
1856
1878

### Буковинське герцогство

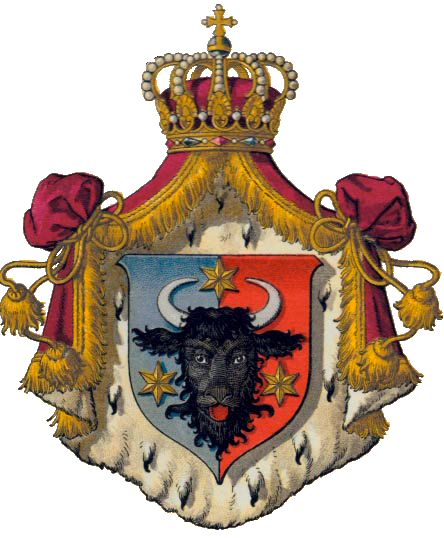
1867
1867
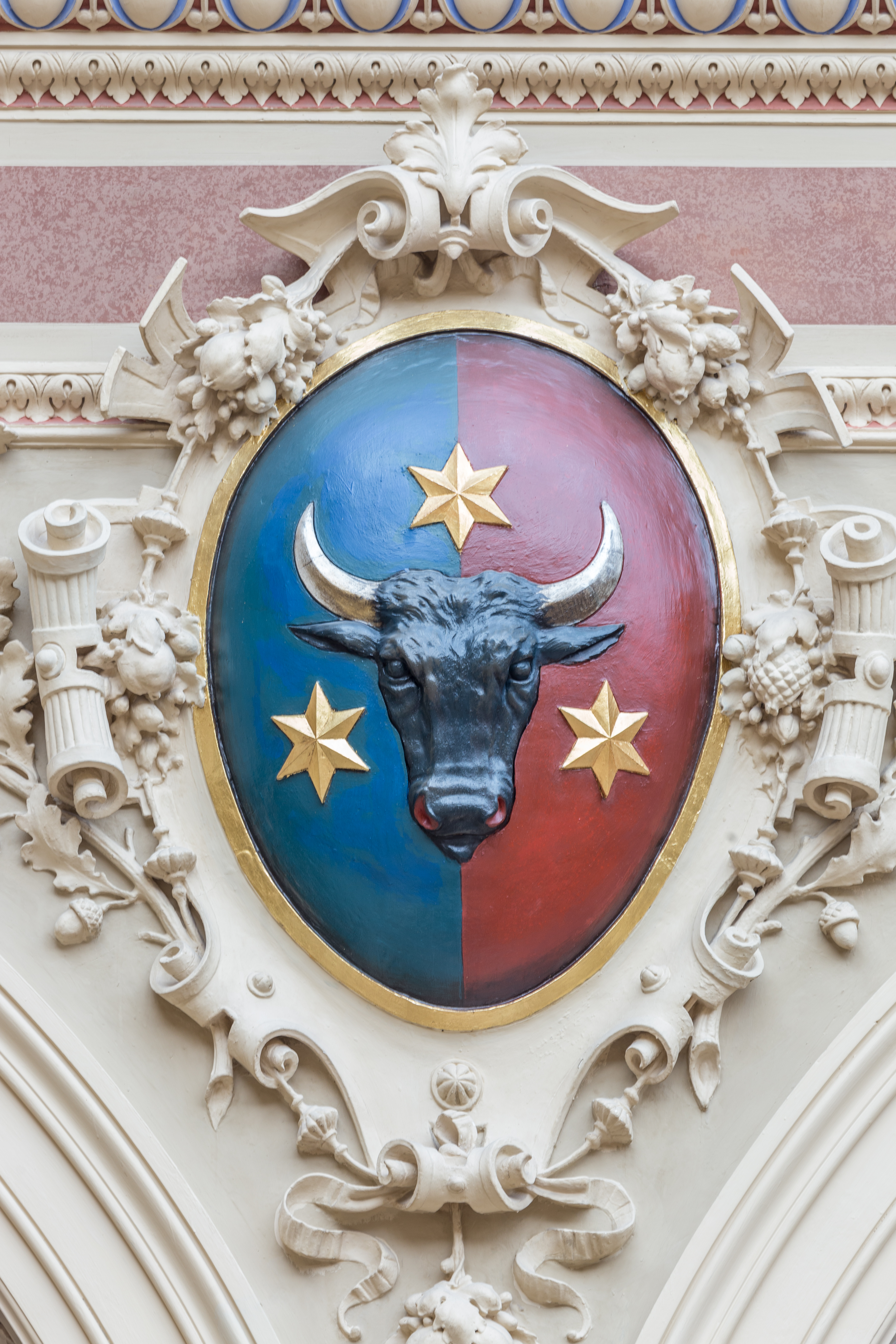
1881
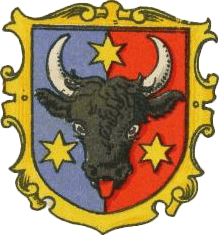
1900
1910

### Демократична республіка

1917—1918
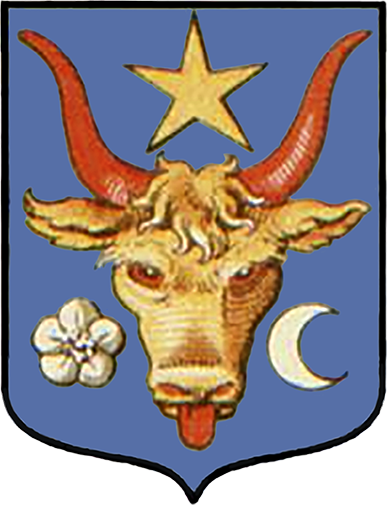
1918
Герб. Промальовування з документів Сфатул Церій
Прапор Сфатул Церій
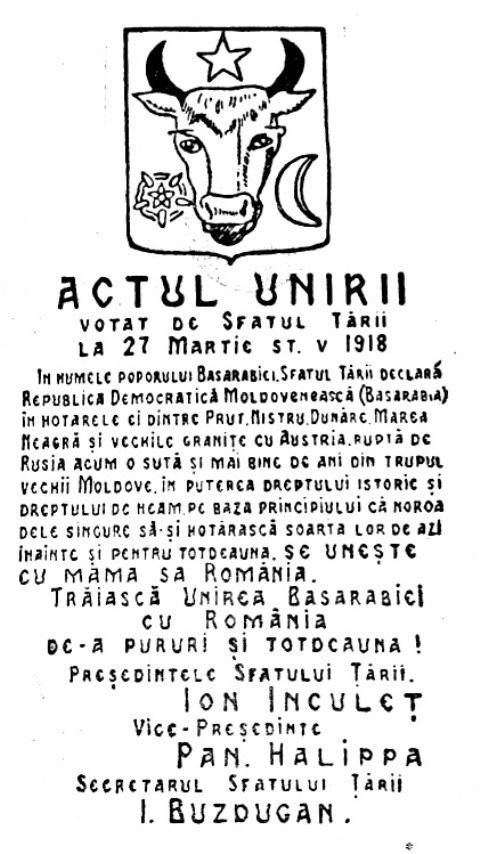
Акт злуки 1918

### Румунія

1921—1947
1992—2016
від 2016

### Радянські республіки

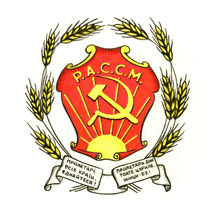
Молдавська АРСР 1924—1938
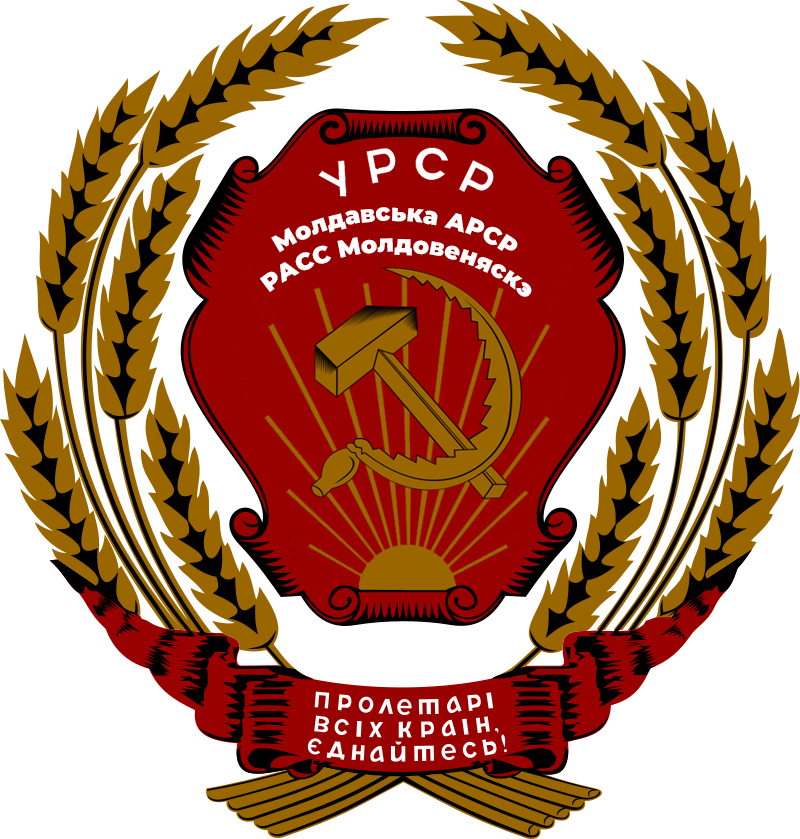
Молдавська АРСР 1938—1940
Молдавська РСР 1957-1981

## Печатки

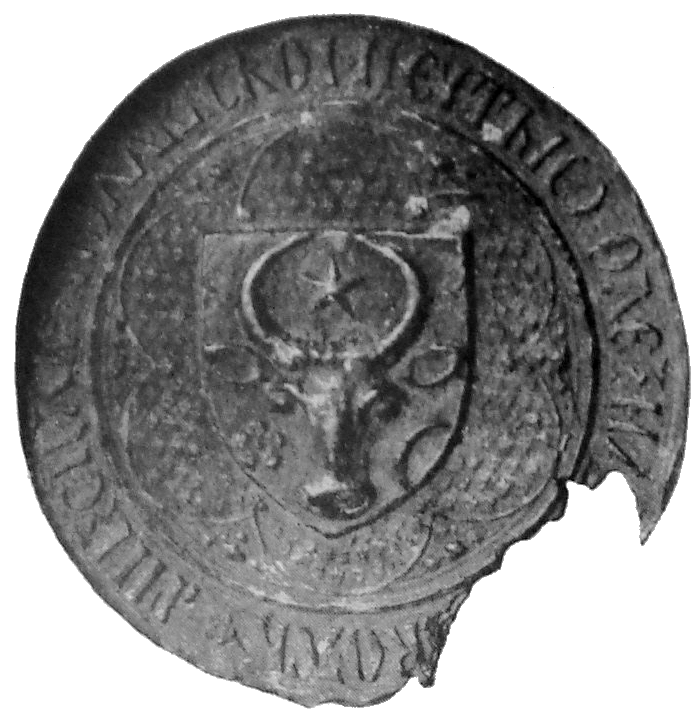
Олександр I 1400—1432
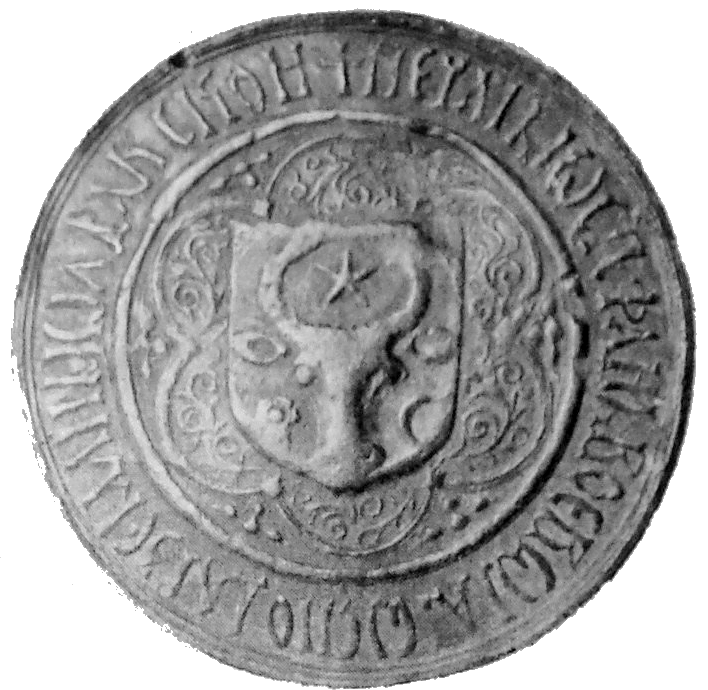
Стефан III 1457—1504
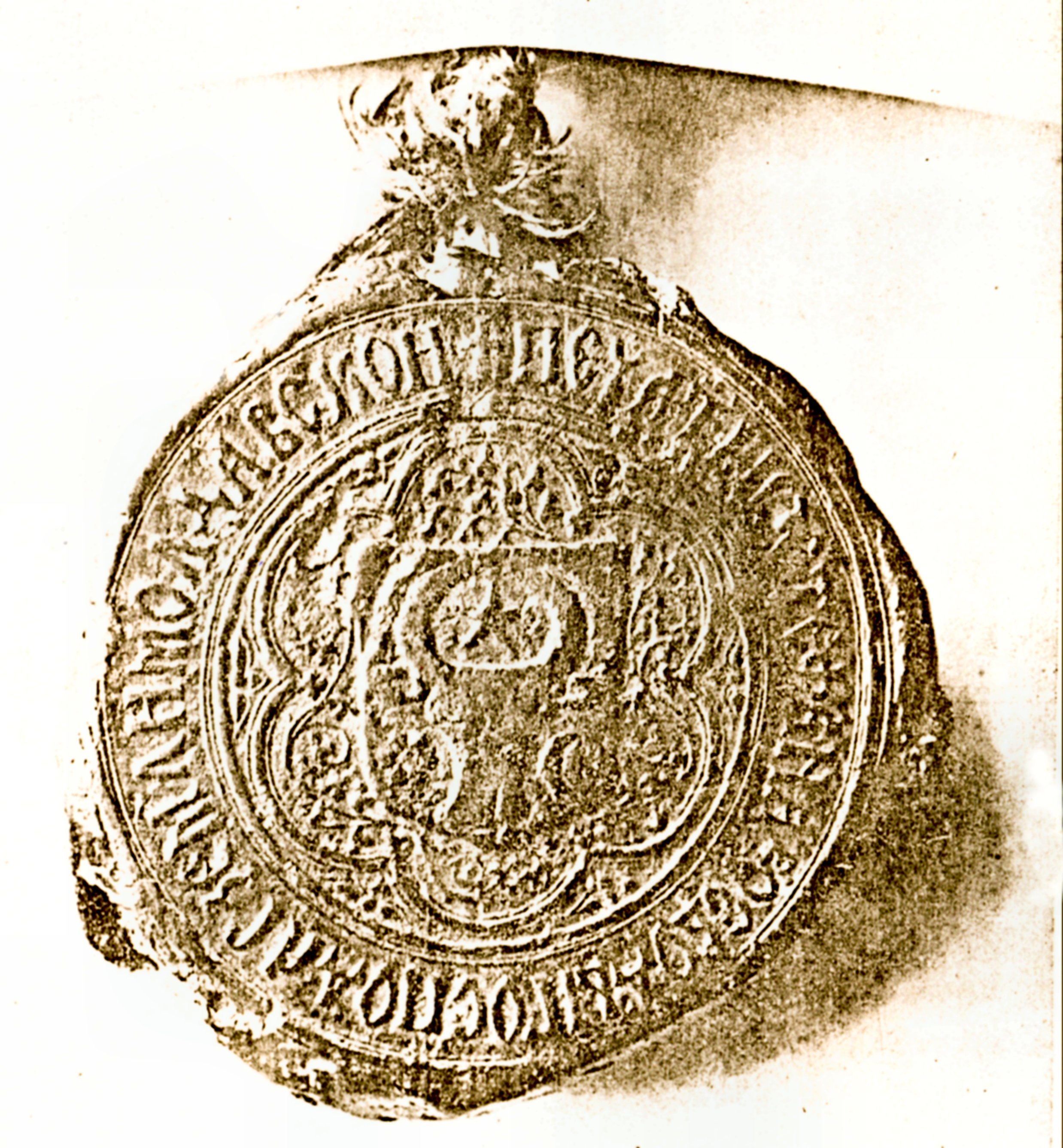
Стефан IV 1518
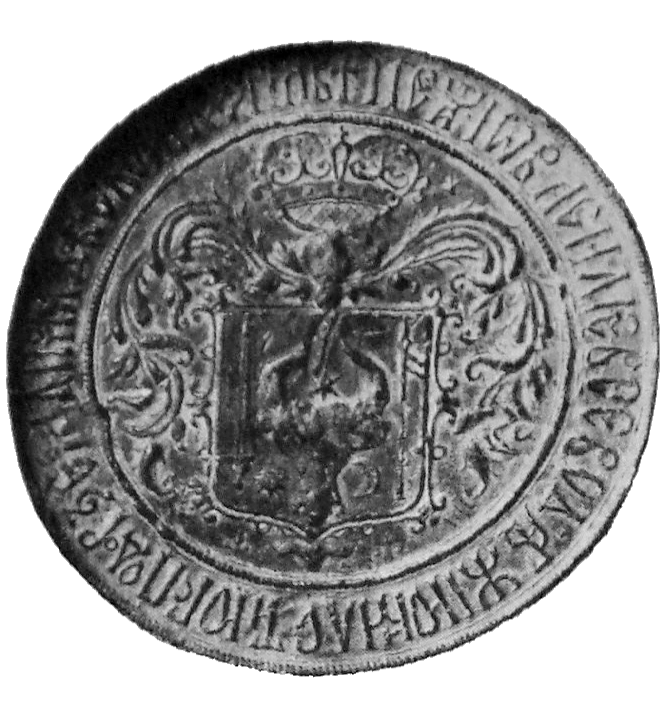
Василь Лупул 1641